# FV510 Warrior
FV510 Warrior – brytyjski bojowy wóz piechoty, zaprojektowany i produkowany od 1986 roku przez firmę GKN Sankey. Znajduje się w uzbrojeniu armii brytyjskiej od 1988 roku. Był wykorzystywany m.in. podczas wojny nad Zatoką Perską i w byłej Jugosławii.

## Historia
W latach 60. XX wieku armia brytyjska eksploatowała dwa rodzaje transporterów opancerzonych: kołowe FV603 Saracen pochodzące z lat 50. i nowe, gąsienicowe FV432. Pojawienie się w 1966 roku pierwszego bojowego wozu piechoty, radzieckiego BMP-1, spowodowało rozpoczęcie prac nad nowym pojazdem, następcą wprowadzonego do uzbrojenia w 1963 FV432.
W 1969 rozpoczęto pierwsze prace. Na tym etapie rozważano dwie koncepcje. Przedstawiciele Royal Armoured Corps byli zwolennikami opracowania silnie opancerzonego wozu o masie ok. 30 ton, przedstawiciele wojsk zmechanizowanych za atrakcyjniejszy uważali wóz o niższej masie, ale wysokiej ruchliwości. Z uwagi na wysokie koszty zrezygnowano z koncepcji forsowanej przez RAC i postanowiono opracować lżejszy wóz, którego główną ochroną miała być wysoka ruchliwość.
Projekty nowego wozu powstały w firmach Vickers Defence Systems i GKN. Po porównaniu obu projektów za lepszy uznano projekt GKN i tej firmie zlecono zbudowanie prototypów. W czerwcu 1979 roku były gotowe pierwsze trzy wozy prototypowe. W tym samym miesiącu przedstawiono też oficjalnie wymagania, jakim miał odpowiadać seryjny wóz określony jako MCV-80 (Mechanised Combat Vechicle):
- możliwość współdziałania z czołgami Challenger
- możliwość prowadzenia działań bez wsparcia oddziałów logistycznych przez 48 godzin
- możliwość przebywania wewnątrz zamkniętego pojazdu przez 24 godziny
- wyposażenie wozu w układ ochrony przed bronią ABC
- opancerzenie chroniące przed ostrzałem pociskami kalibru 14,5 mm i odłamkami granatów artyleryjskich kalibru 155 mm
- uzbrojenie – armata automatyczna pozwalająca na skuteczne zwalczanie bwp i mogąca służyć jako uzbrojenie przeciwlotnicze
- załoga składająca się z trzech osób i możliwość przewożenia siedmioosobowego desantu

W celu spełnienia tych wymagań dotyczących odporności na ogień nieprzyjaciela zastosowano kompozytowy pancerz składający się z elementów stalowych i kevlarowych. Odpowiednią siłę ognia miała stanowić 30 mm armata automatyczna Rarden. Aby zapewnić możliwość 24-godzinnego przebywania załogi wewnątrz pojazdu w przedziale desantowym zainstalowano kuchenkę mikrofalową i toaletę chemiczną.
W tym samym roku pojawiła się koncepcja zaprzestania prac nad MCV-80 i zakupienia licencji amerykańskiego bwp M2 Bradley (znajdował się on w końcowej fazie prób). Doszło nawet do testów Bradleya na Wyspach Brytyjskich, ale ostatecznie postanowiono kontynuować rozwój własnego bwp.
W pierwszej połowie lat 80. testowano już 12 prototypów. W czasie testów prototypy przejechały łącznie 200 000 km. W 1983 roku jeden z prototypów testowano w warunkach pustynnych na Bliskim Wschodzie. Jesienią 1983 roku cztery prototypy wzięły udział w ćwiczeniach Lionheart na terenie RFN. W czasie ćwiczeń współdziałały z czołgiem Challenger 1. Ćwiczenia potwierdziły spełnienie przez nowy wóz wymagań armii.
W listopadzie 1984 została zamówiona pierwsza partia seryjnych wozów MCV-80. Jednocześnie wóz otrzymał oficjalną nazwę FV510 Warrior (ang. wojownik). Pierwotnie planowano wyprodukować 1053 pojazdy (wszystkich wersji). Miały się one stać wyposażeniem trzynastu batalionów, wchodzących w skład trzech dywizji. Poza jednostkami liniowymi Warriory miały trafić do jednostek szkolnych, na wynajmowane przez Brytyjczyków poligony w Kanadzie i do magazynów mobilizacyjnych.
Montaż FV510 rozpoczął się w styczniu 1986 roku w zakładach GKN w Telford. W produkcji uczestniczyły także firmy Vickers Defence Systems (producent wież), Royal Ordance (producent armat Rarden) i Perkins Engines (silniki i układy przeniesienia mocy). Pierwsza partia miała liczyć 170 bwp Warrior i 120 wozów pomocniczych na podwoziu Warriora. Pierwsze seryjne wozy przekazano armii w maju 1987. Zakładano, że co roku w wozy FV510 zostaną przezbrojone dwa bataliony. Jako pierwszy całkowicie przezbrojony został w 1988 roku 1. Batalion Grenadierów Gwardii, później nowe wozy otrzymały między innymi:
- 1 Batalion Pułku Staffordshire
- 1. Batalion Royal Scots
- 3. Batalion Królewskiego Pułku Fizylierów
- 2. Batalion The Royal Anglian Regiment.

Warriory przekazano także Szkole Piechoty w Warminster.
Ostatecznie z uwagi na odprężenie międzynarodowe produkcję Warriorów dla armii brytyjskiej zakończono w 1994 roku po wyprodukowaniu 787 wozów. W tym samym czasie rozpoczęto produkcję 254 wozów Desert Warrior przeznaczonych dla armii Kuwejtu.
Warriory armii brytyjskiej wzięły udział w operacji Pustynna Burza w 1990. Uczestniczyły w niej 3 bataliony piechoty zmechanizowanej wyposażone w te wozy. Pojazdy przerzucone do Arabii Saudyjskiej zostały wyposażone w dodatkowy pancerz przodu i boków kadłuba składający się ze stalowych i ceramicznych elementów (w identyczny pancerz wyposażano później pojazdy biorące udział w misjach pokojowych).
Podczas działań wojennych Warriory przejechały łącznie ponad 300 000 km bez większych problemów technicznych. Żaden z pojazdów nie został zniszczony w walce, doszło jednak do pomyłkowego ataku amerykańskiego samolotu A-10, w wyniku którego dwa Warriory zostały trafione rakietami Maverick. W wyniku tego ataku zginęło dziesięciu żołnierzy, a siedmiu zostało rannych.
W latach 90. brytyjskie jednostki wyposażone w Warriory brały udział w misji Narodów Zjednoczonych w Bośni i Hercegowinie. W czasie tej misji jeden z Warriorów został trafiony pociskiem wystrzelonym z RPG-7, ale dzięki dodatkowemu opancerzeniu pojazd nie został uszkodzony,
Warriory wzięły także udział w II wojnie w Zatoce Perskiej w 2003 r. Podczas tego konfliktu wspierały działania nowych brytyjskich czołgów Challenger 2.
Obecnie (2005) bojowe wozy piechoty FV510 Warrior znajdują się na uzbrojeniu armii brytyjskiej (8 batalionów) i kuwejckiej.

## Wersje

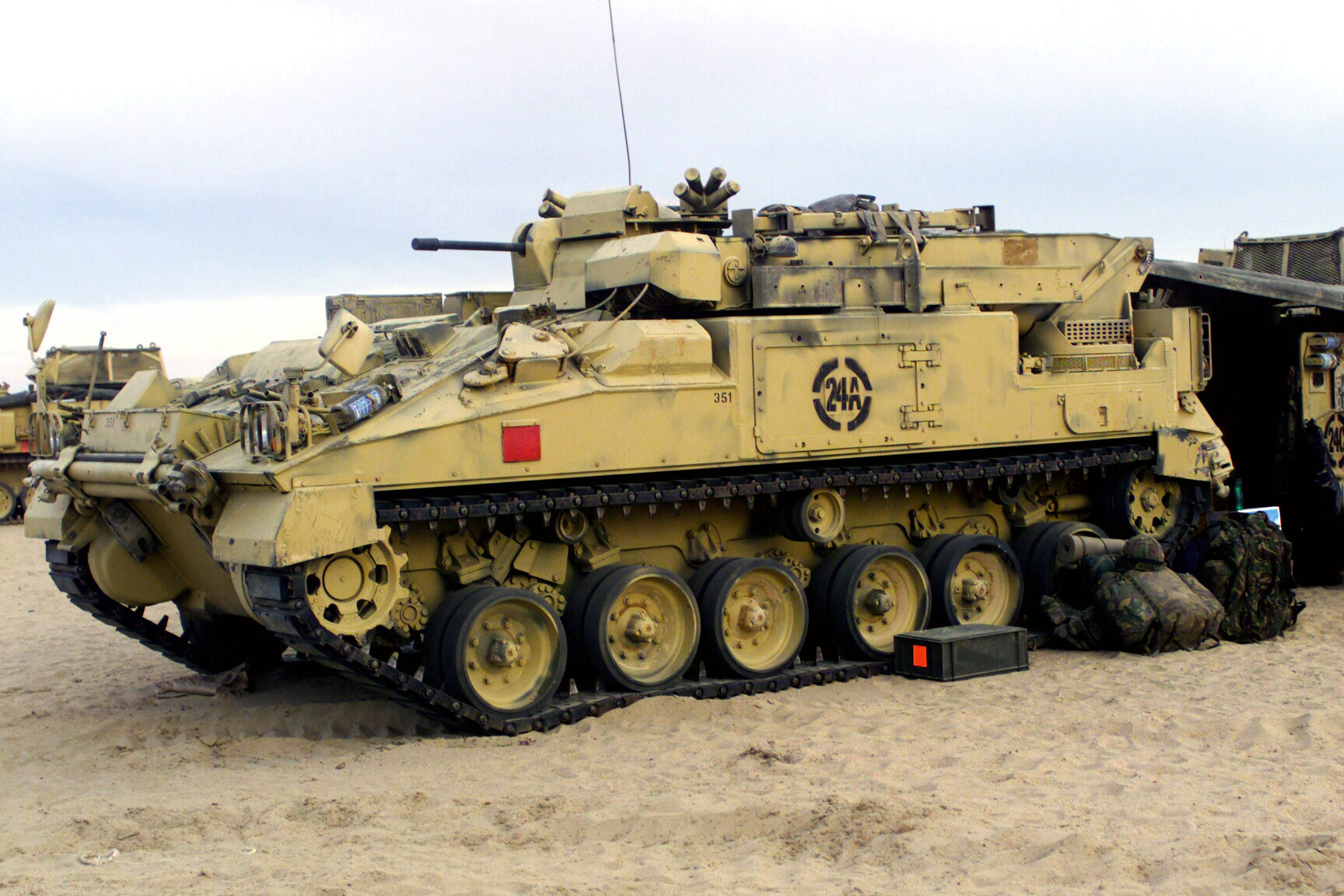
FV512

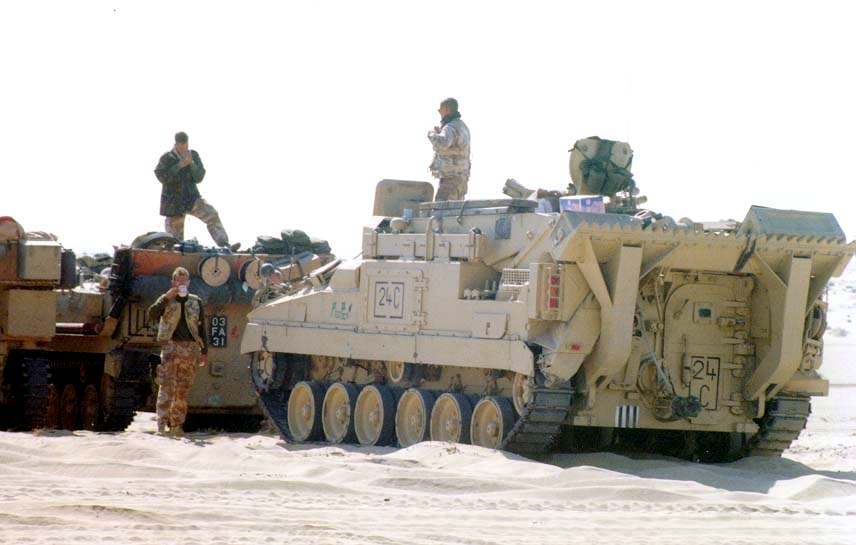
FV513 MRV(R)

- FV510 – bojowy wóz piechoty używany przez armię brytyjską
- FV511 – wóz dowodzenia. Od FV510 różni się wyposażeniem przedziału desantowego, w którym umieszczono stół do rozłożenia map i dodatkowe radiostacje. Wersję dowodzenia można odróżnić od wozu liniowego po większej liczbie anten i dwudzielnych drzwiach do przedziału desantowego. Budowany w wersji wozu dowodzenia plutonu, kompanii i batalionu różniących się rodzajem radiostacji.
- Warrior MOAV (Mechanised Artillery Observation Post) – bojowy wóz rozpoznawczy przeznaczony do współpracy z jednostkami wyposażonymi w działa samobieżne AS-90. Z zewnątrz odróżnia się czterema antenami na wieży. Nie posiada armaty Rarden (ma zamocowaną jej atrapę). Dowódca MOAV jest wyposażony w przyrząd obserwacyjny Osprey będący połączeniem peryskopu optycznego, termowizora i dalmierza laserowego. Tor optyczny posiada powiększenie 1x lub 8x. Z tyłu wieży można zamocować radar obserwacji pola walki Thorn EMI MSTAR.
- FV512 – wersja wozu zabezpieczenia technicznego. Uzbrojona w karabin maszynowy. Może holować przyczepę T4. Wyprodukowano 45 wozów tej wersji.
- FV513 MRV(R) (Mechanized Recovery Vehicle (Repair)) – wóz zabezpieczenia technicznego. Nie może holować przyczepy, ale posiada wyciągarkę i kotwę umożliwiające holowanie uszkodzonych wozów.
- Desert Warrior – wspólna nazwa kilku wersji opracowanych na eksport, jedyną produkowaną odmianą tej wersji był wóz przeznaczony dla Kuwejtu uzbrojony w 25 mm armatę M242 zamontowaną w wieży Delco.

## Opis konstrukcji
FV510 Warrior jest bojowym wozem piechoty przeznaczonym do wsparcia czołgów. Jest zdolny do przewożenia piechoty, zapewniając jej zabezpieczenie przed pociskami broni ręcznej oraz wsparcie, gdy przystępuje ona do działania poza pojazdem. Warrior nie jest pojazdem pływającym.
Załogę FV510 tworzy dowódca, działonowy, kierowca i siedmiu żołnierzy piechoty. Kierowca zajmuje miejsce w przedziale kierowania, działonowy i dowódca w wieży, a desant w tylnej części pojazdu.
Kadłub FV510 tworzy sztywną skrzynię zespawaną z blach aluminiowych. Pancerz jest wzmocniony elementami kevlarowymi (prawdopodobnie także ceramicznymi) i zabezpiecza pojazd przed ostrzałem pociskami przeciwpancernymi kalibru 14,5 mm, a także odłamkami granatów artyleryjskich 155 mm wybuchającymi w odległości powyżej 10 m, oraz minami zawierającymi do 9 kg materiału wybuchowego.
W przedniej części kadłuba znajdują się przedziały kierowania i napędowy z silnikiem Condor CV-8 TCA. W środkowej przedział bojowy z wieżą, a w tylnej przedział desantu.
W przedziale napędowym umieszczony jest silnik i układ przeniesienia mocy. Napęd FV510 stanowi 8-cylindrowy, czterosuwowy, wysokoprężny, chłodzony cieczą silnik Condor CV-8 TCA. Jest on zbudowany w układzie V i ma pojemność 17 411 cm³ i moc 550 KM. Maksymalny moment obrotowy uzyskiwany przy 1350 obr./min wynosi 2200 Nm. Napęd z silnika na koła napędowe jest przenoszona przy pomocy układu Allison X-300-4B (produkowanego na licencji przez firmę Perkins Engines). W skład układu wchodzi przekładnia hydrokinetyczna, automatyczna skrzynia biegów (4 biegi do przodu i 2 wsteczne), mechanizm skrętu z przekładnią hydrostatyczną i mechanizmem różnicowym. Silnik i układ napędowy są zblokowane w power-pack, którego wymiana w warunkach polowych zajmuje godzinę pracy (dwóm osobom).
FV510 posiada zawieszenie niezależne na wałkach skrętnych. Każde z 12 podwójnych kół jezdnych jest połączone za pomocą wahacza z wałkiem skrętnym. Wahacze pierwszej, drugiej i ostatniej pary kół nośnych są dodatkowo zamocowane do teleskopowych amortyzatorów hydraulicznych dwustronnego działania. Napęd z silnika jest przekazywany na znajdujące się w przedniej części pojazdu koła napędowe. Z tyłu pojazdu znajdują się koła napinające. Każda gąsienica jest podtrzymywana przez trzy rolki.
W przedziale kierowania stanowisko ma kierowca. Kierowca obserwuje teren przed wozem za pomocą peryskopu umieszczonego w podnoszonym włazie. W nocy peryskop może być zamieniony na pasywny noktowizor AN/VVS-LAV. Właz mechanika-kierowcy może być zablokowany w położeniu otwartym i pośrednim. Po zablokowaniu w położeniu pośrednim właz zapewnia kierowcy dobrą obserwację drogi jednocześnie chroni głowę. Poważną wadą zastosowanego rozwiązania jest blokowanie obrotu wieży przez całkowicie otwarty właz. Kierowca kieruje bwp przy pomocy wolantu i trzech pedałów (gazu, hamulca i hamulca awaryjnego).
W środkowej części pojazdu znajduje się przedział bojowy z wieżą obrotową. W wieży znajduje się zasadnicze uzbrojenie wozu: 30 × 170 mm armata L21A2 Rarden i sprzężony z nią karabin maszynowy L94A1. Kąt wychylenia armaty można zmieniać od –10 do +45°, co pozwala używać jej jako broni przeciwlotniczej. Na bocznych ścianach wieży znajdują się wyrzutnie granatów dymnych (2x4). Uzbrojenie nie jest stabilizowane.
Armata L21A2 jest bronią samopowtarzalną o szybkostrzelności praktycznej 80-90 strz./min. Zapas amunicji to 250 naboi. Armata jest ładowana z 3-nabojowych łódek. Ponieważ w donośniku armaty są gniazda na dwie łódki, możliwe jest doładowywanie armaty podczas strzelania (komora zamkowa podczas strzelania pozostaje nieruchoma). Standardowo używane są naboje:
- L5A2 APSET – przeciwpancerno-zapalający
- L13A1 HE-T – odłamkowo-burzący ze smugaczem
- L14A2 APDS – przeciwpancerny, podkalibrowy z odrzucanym sabotem (APDS), stabilizowany obrotowo
- L12A1 TP-T – ćwiczebny ze smugaczem
- RRTR RO275 – ćwiczebny podkalibrowy

Działonowy i dowódca dysponują identycznymi przyrządami obserwacyjno-celowniczymi Raven. Celowniki są stabilizowane w pionie, mają tor dzienny i nocny. Tor dzienny ma powiększenie 8x, tor nocny jest oparty na pasywnym noktowizorze i ma powiększenie 2x i 8x.
W przedziale tylnym miejsca zajmują żołnierze desantu. Siedzą oni na ławkach umocowanych wzdłuż burt (trzech po lewej, czterech po prawej). Warrior nie posiada strzelnic umożliwiających prowadzenie ognia z wnętrza przedziału desantowego. Pod siedzeniami znajdują się pojemniki na wyposażenie i amunicję. Przy koszy wieży, przy lewej burcie pod siedzeniem znajduje się toaleta chemiczna, a we wnęce pod stropem wbudowana jest kuchenka mikrofalowa. W tej samej części przedziału desantowego znajdują się uchwyty do mocowania granatników przeciwpancernych LAW 80. Żołnierze mogą obserwować teren naokoło pojazdu przez dwa składane, obrotowe peryskopy. Przedział desantowy można opuścić przez jednoczęściowe, otwierane hydraulicznie tylne drzwi.